# 日本吟醸酒協会
一般社団法人日本吟醸酒協会（にほんぎんじょうしゅきょうかい）は、1980年代に誕生した新しい日本酒、吟醸酒を日本全国に広めるため、1981年8月に全国の42の蔵元が集まって創立した組織。現在、全国の82社の蔵元が加盟する業界団体として、東京では春と秋の年2回、大阪では秋に年1回の「吟醸酒を味わう会」を開催している。

## 事務局所在地
- 〒101-0023　東京都千代田区神田松永町17-5　相沢ビル5階

## 吟醸酒大学校
日本吟醸酒協会では、東京・大阪で開催する吟醸酒を味わう会の一環として、吟醸酒にゆかりのある文化人・知識人などを講師に招き、吟醸酒大学校という吟醸酒に関する話題をテーマにした講座を開催している。初心者コースとして吟の騎士講座があり4回受講した者の中で登録料を納めた者に同協会認定の吟の騎士の称号及び称号楯を授与され、上級課程である吟の衛士講座の受講などの特典を付与される。吟の衛士講座を修了すると、吟の衛士の称号を授与される。